# オーエルシー・キッチンテクノ
株式会社オーエルシー・キッチンテクノ（英: OLC Kitchen Techno Co., Ltd.）は、かつて千葉県浦安市舞浜にあったオリエンタルランドグループの企業。

## 沿革
- 2001年6月8日 - オリエンタルランドの完全子会社として設立
- 2010年1月1日 - オリエンタルランドの完全子会社である舞浜ビルメンテナンス（後のMBM）に吸収合併され解散。